# Malattia neuromuscolare

Malattia neuromuscolare è un termine molto ampio che comprende molte malattie e disturbi che compromettono il funzionamento dei muscoli, direttamente, essendo patologie del muscolo volontario o, indirettamente, patologie dei nervi o giunzioni neuromuscolari.
Le malattie neuromuscolari sono quelle che colpiscono i muscoli e/o il loro controllo diretto del sistema nervoso; problemi con il controllo nervoso centrale possono causare spasticità o un certo grado di paralisi (da entrambi i disturbi del motoneurone inferiore e superiore), a seconda della posizione e della natura del problema. Alcuni esempi di disturbi del sistema nervoso centrale e/o del muscolo includono le miopatie, come la distrofia muscolare, l'ictus, la malattia di Parkinson, la sclerosi multipla, la malattia di Huntington, la malattia di Creutzfeldt-Jakob, l'adrenoleucodistrofia, la malattia del motoneurone, certe neuropatie periferiche (malattia di Charcot-Marie-Tooth). Le atrofie muscolari spinali e la paraparesi spastica ereditaria sono disturbi del motoneurone inferiore mentre la sclerosi laterale amiotrofica è una condizione mista del motoneurone superiore e inferiore (una malattia del motoneurone).

## Sintomi e segni
I sintomi della malattia neuromuscolare possono comprendere i seguenti:
- Ipoestesia
- Parestesia
- Ipostenia
- Atrofia muscolare
- Mialgia (dolore muscolare)
- Fascicolazione

## Cause
La malattia neuromuscolare può essere causata da disturbi autoimmuni, disturbi genetici/ereditari e alcune forme del disturbo da collagene Sindrome di Ehlers-Danlos, esposizione a sostanze chimiche ambientali e avvelenamento che include avvelenamento da metalli pesanti. Il fallimento dell'isolamento elettrico che circonda i nervi, la mielina, è visto in alcune malattie da carenza, come il fallimento del sistema corporeo per l'assorbimento della vitamina B-12

## Patologie
Di solito sono incluse le miopatie come la distrofia muscolare e le malattie della giunzione.
Le malattie della giunzione neuromuscolare comprendono la miastenia gravis, una forma di debolezza muscolare dovuta agli anticorpi contro il recettore dell'acetilcolina, e la sua condizione correlata alla sindrome di Lambert-Eaton (LEMS). Sindromi di incerta origine in cui sospettano coinvolgimenti dei canali ionici o della giunzione neuromuscolare sono quelle che ricadono sotto l'ipereccitabilità dei nervi periferici: la tetania normocalcemica, la sindrome di Isaacs o neuromiotonia e la sindrome dell'uomo rigido.
Il tetano e il botulismo sono infezioni batteriche in cui le tossine batteriche causano rispettivamente un aumento o una diminuzione del tono muscolare. Distrofie muscolari, comprese quelle di Duchenne e Becker, comprendono un grande gruppo di malattie, molte delle quali ereditarie o derivanti da mutazioni genetiche, in cui l'integrità muscolare è compromessa, portano a una progressiva perdita di forza e una riduzione della durata della vita.
Ulteriori cause di malattie neuromuscolari sono: 
Disturbi muscolari infiammatori

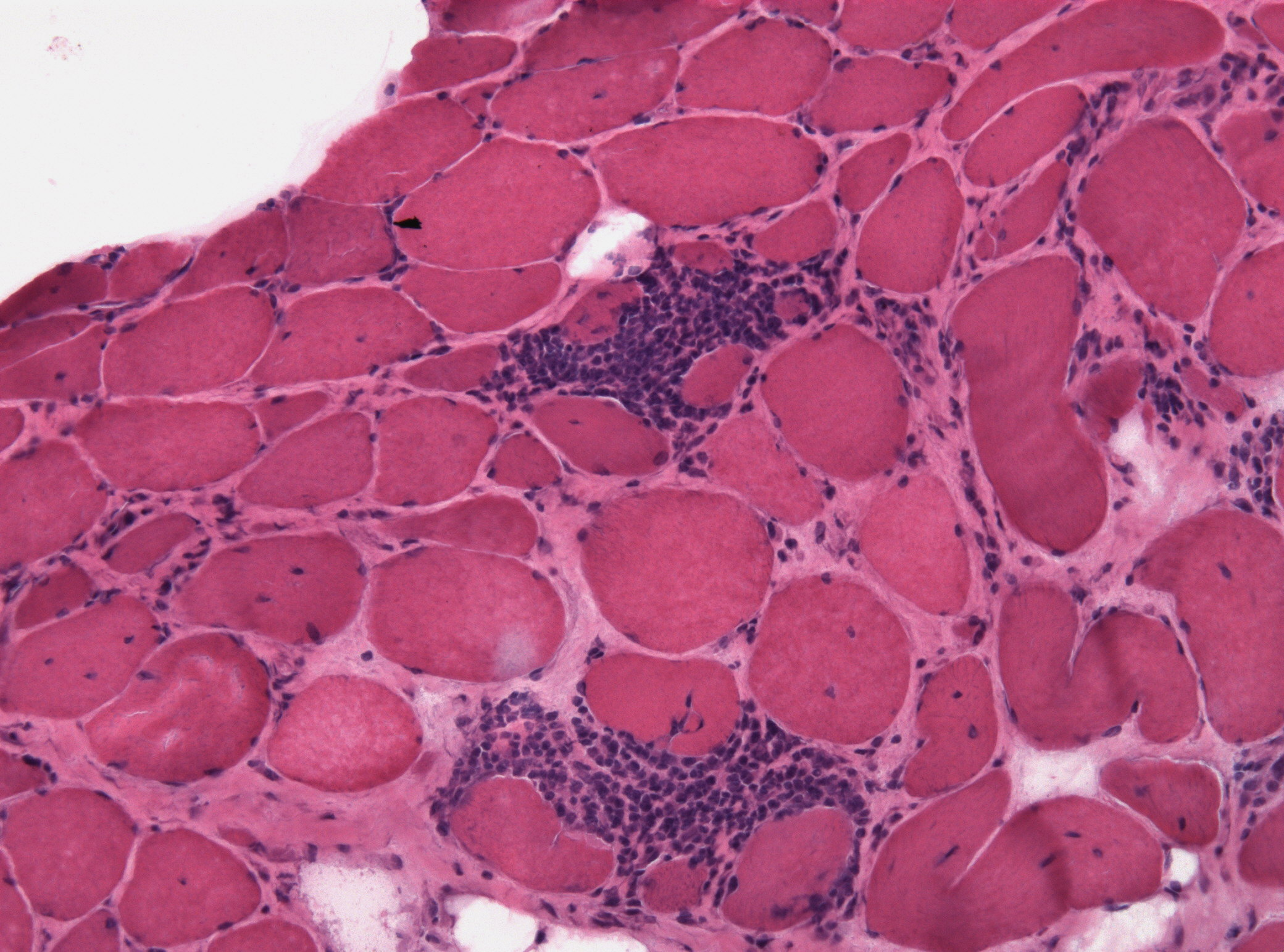
Polimiosite

- La polimialgia reumatica (o "reumatismo muscolare") è una condizione infiammatoria che si manifesta principalmente negli anziani; è associato ad arterite temporale (spesso risponde al prednisolone).[11]
- La polimiosite è una condizione autoimmune in cui è interessato il muscolo.[12]
- La rabdomiolisi è la rottura del tessuto muscolare dovuta a qualsiasi causa.[13]

Tumori
- Muscolo liscio: leiomioma (benigno)[14]
- Muscolo striato: rabdomioma (benigno)[15]

In più vi sono alcuni esempi di distonia.

## Meccanismi
In termini di meccanismo delle malattie neurologiche, dipende da quale si considera, che si tratti di sclerosi laterale amiotrofica, miastenia grave o qualche altra NMD. Si scopre che nella distrofia muscolare (Duchenne), la terapia genica potrebbe essere promettente come trattamento, poiché la mutazione in un esone non essenziale può essere migliorata saltando l'esone.

## Diagnosi

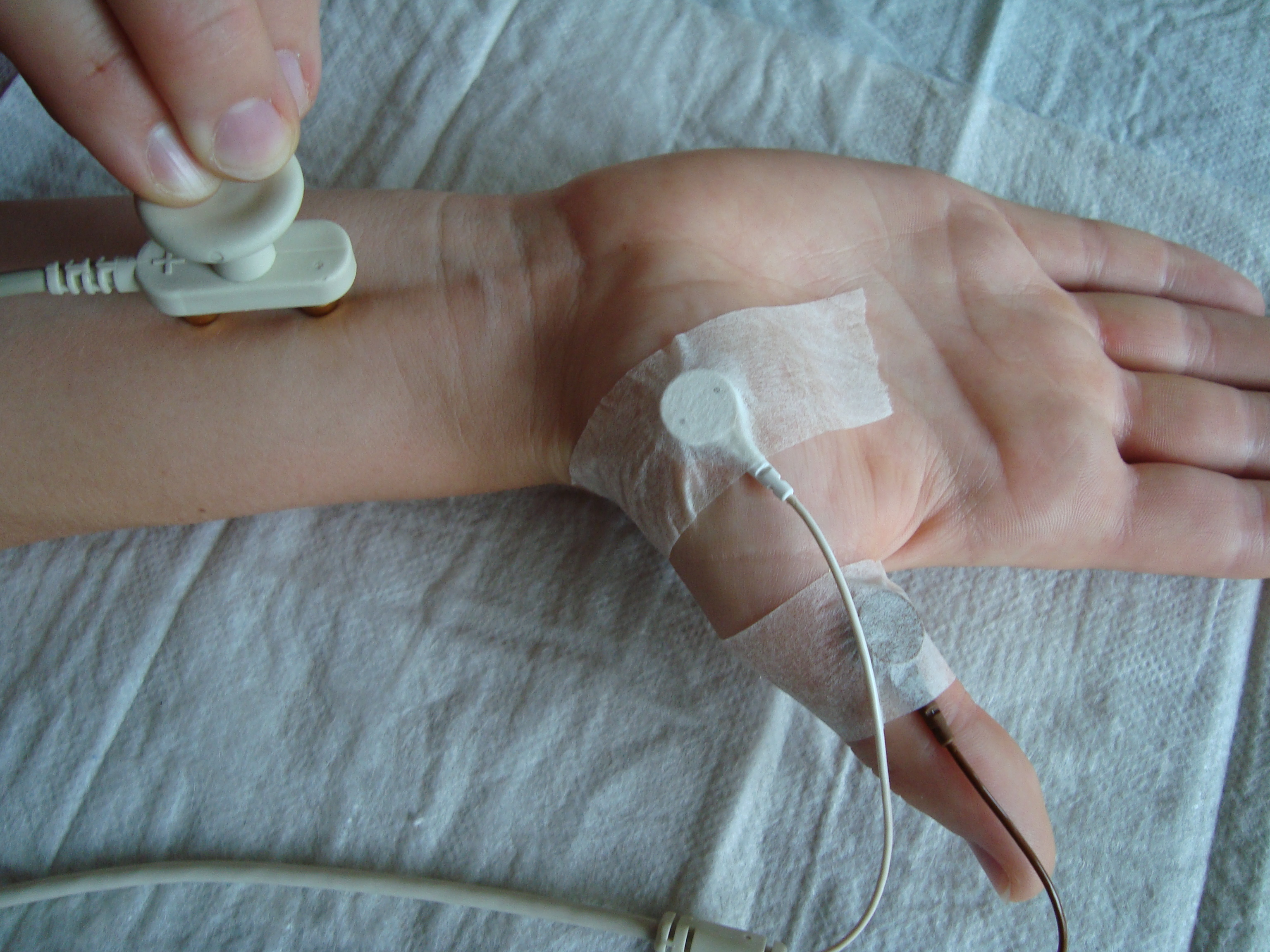
Studio della velocità di conduzione nervosa

Le procedure diagnostiche che possono rivelare disturbi muscolari sono di solito osservazioni cliniche dirette. Il punto di partenza è l'osservazione dei muscoli, possibile atrofia o perdita del tono muscolare. La malattia neuromuscolare può anche essere diagnosticata testando i livelli di varie sostanze chimiche e antigeni nel sangue e usando test di medicina elettrodiagnostica tra cui elettromiografia (misurazione dell'attività elettrica nei muscoli) e studi di conduzione nervosa.
Nella valutazione delle malattie neuromuscolari, è importante eseguire esami muscolo - scheletrici e neurologici. I test genetici sono una parte importante della diagnosi delle condizioni neuromuscolari ereditarie.

## Gestione
In termini di trattamento per le malattie neuromuscolari (NMD), l'esercizio fisico potrebbe essere un modo per gestirle, poiché gli individui con NMD acquisiranno forza muscolare. In uno studio mirato ai risultati dell'esercizio, nella distrofia muscolare e nella malattia di Charcot-Marie-Tooth, quest'ultimo ha beneficiato mentre il primo non ha mostrato alcun beneficio; pertanto, dipende dalla malattia. Altre vie di gestione per la NMD dovrebbero basarsi su procedure mediche e chirurgiche, sempre a seconda della causa sottostante.